# Терра-Амата

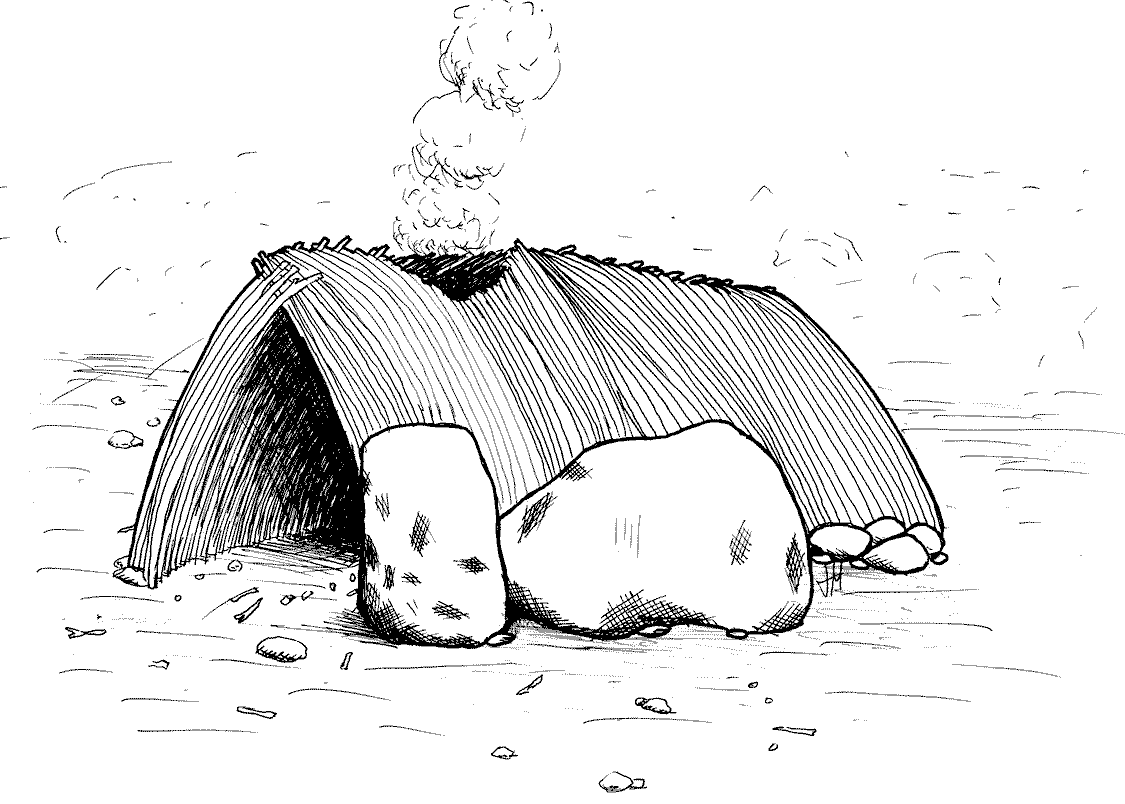
Реконструкция шалаша из Терра-Аматы (Анри де Люмле).

Терра-Амата — археологический памятник, ныне превращённый в археологический музей под открытым небом. Расположен на склонах горы Борон в г. Ницца на уровне 26 метров над современным уровнем Средиземного моря. Памятник обнаружил и раскопал в 1966 г. Анри де Люмле, который датировал его около 400 тыс. лет до н. э. (нижний палеолит, гейдельбергский человек). Памятник содержит следы использования огня — одни из древнейших в Европе. Датировка де Люмле принята не всеми (см. ниже).

## Характеристика
По мнению де Люмле, здесь находилось поселение, состоящее из нескольких культурных слоёв и располагавшееся на бывшем побережье. Древнейший слой жилища относился к 380000 г. до н. э. Судя по найденным останкам, древние гоминиды обитали здесь в хижинах на берегу. В центре каждой из хижин находилось кострище: найденный пепел указывает, что жители Терра-Аматы уже могли использовать огонь. Таким образом, де Люмле относит Терру-Амату к группе памятников наиболее раннего использования огня человеком, среди которых также Менез-Дреган в Финистере (Франция), Бичиз-Пит в Саффолке (Англия) и Вертешсоллош (Венгрия).
Также были обнаружены свидетельства изготовления каменных орудий из прибрежных камней, в том числе орудий с двумя режущими поверхностями и особенный вид каменного кайла.

## Спорность датировки
Паола Вилья в своей докторской диссертации интерпретировала памятник совершенно иначе, чем де Люмле. По её мнению, реконструкция де Люмле основывается в значительной мере на домыслах. В частности, по её мнению, камни, найденные вокруг жилища, могли иметь естественное происхождение и накопиться естественным образом, например, благодаря протекавшему здесь ранее ручью или из-за оползня.
Вилья также считала, что каменные артефакты, обнаруженные, по мнению де Люмле, в разных культурных слоях, можно объединить в одну хронологическую группу, поскольку они могли перемещаться из одного осадочного слоя в другой.
По мнению Паолы Вилья, де Люмле сильно переоценил возраст памятника, который она датирует около 230 тыс. лет до н. э., то есть к эпохе неандертальцев. Также, по её мнению, в ходе раскопок произошло смешение различных слоёв, из-за неаккуратности раскопок, обычной для археологов середины XX века.